# برولینو-پیوکی
برولینو-پیوکی (به لهستانی:  Brulino-Piwki) یک روستا در لهستان است که در گمینا چژو واقع شده‌است.